# Anden-Nachtaffe
Der Anden-Nachtaffe (Aotus miconax) ist eine Primatenart aus der Gruppe der Nachtaffen (Aotidae), innerhalb derer er zum nördlichen Artenschwarm gezählt wird.

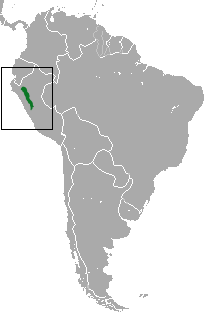
Verbreitungsgebiet des Anden-Nachtaffen

## Merkmale
Wie alle Nachtaffen sind Anden-Nachtaffen relativ kleine Primaten. Ihr Fell ist länger als das anderer naher verwandter Arten, es ist am Rücken und an der Außenseite der Gliedmaßen graubraun gefärbt, der Bauch und die Innenseite der Gliedmaßen sind rötlich-braun. Der Schwanz ist länger als der Rumpf und buschig. Die großen, braunen Augen sind von weißen Feldern umgeben, entlang des Kopfes ziehen sich drei dunkle Streifen, jeweils einer außerhalb eines jeden Auges und einer über die Stirn bis zur Nase.

## Verbreitung und Lebensraum
Anden-Nachtaffen kommen ausschließlich in den Andenregionen im nördlichen und mittleren Peru vor. Ihr Lebensraum sind Wälder, vorwiegend Nebelwälder in 1700 bis 2400 Metern Seehöhe.

## Lebensweise
Über die Lebensweise ist wenig bekannt, sie dürfte jedoch mit der der übrigen Nachtaffen übereinstimmen. Sie sind nachtaktiv und halten sich meist in den Bäumen auf. Dort bewegen sie sich auf allen vieren und springend fort. Nachtaffen leben in monogamen Familiengruppen von zwei bis fünf Tieren und bewohnen feste Reviere, die sie gegenüber Artgenossen verteidigen. Die Hauptnahrung dieser Tiere besteht aus Früchten, daneben fressen sie auch Blätter und Insekten. Durch ihre nachtaktive Lebensweise vermeiden sie Konkurrenz zu tagaktiven, dominanteren Arten.

## Gefährdung
Hauptbedrohung der Anden-Nachtaffen ist die Zerstörung ihres relativ kleinen Lebensraums durch Umwandlung in landwirtschaftlich genutzte Gebiete und durch den Bergbau. Die IUCN listet die Art als „stark gefährdet“ (endangered).